# Virgen del Cerro
La Virgen del cerro es un cuadro virreinal boliviano conocido por ser una representación de la Virgen María integrada a la silueta del Cerro Rico de Potosí,  siendo interpretada tal representación como una muestra de sincretismo de la cosmología de los Andes y la religión católica, a menudo es mencionada como una obra que ilustra la asimilación de la virgen María con la Pachamama, deidad de Los Andes.
La obra se encuentra en la Casa de Moneda en  Potosí, ciudad ubicada al suroeste de Bolivia, que tiene la calidad de Patrimonio de la Humanidad. 
Además  de la imagen central se considera que el cuadro refleja las relaciones de poder en la época y otras estructuras e hitos históricos del periodo.

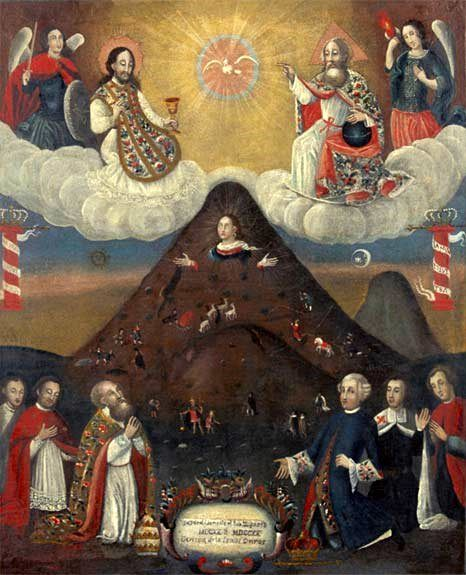
Representación de la Virgen Cerro, en otra obra pictórica. Museo Nacional de Arte.

## Autor y descubrimiento
Se desconoce el auto de la obra, y se cree que fue elaborada en un taller popular en el siglo XVIII .La Pintura fue encontrada en la segunda mitad del s XX por el historiador potosino Mario Torres Chacón en el depósito de una iglesia.
Aunque esta obra es la más conocida existen otras representaciones similares en otras obras pictóricas, se mencionan al menos cuatro que han sido identificadas, tres de ellas se encuentran en Bolivia y una en la ciudad de Buenos Aires.
De las tres obras en territorio boliviano, una está ubicada en el Museo Casa de Murillo de la ciudad de La Paz.

## Sincretismo en Los Andes
Los historiadores Gisbert y Mesa mencionan que los españoles del sXVI construyeron la teoría, inspirada por textos de San Agustín, de que Dios dejó huella en la humanidad no cristiana a través de su carácter trino, que refleja a la parte humana de Dios,  esa aproximación al Dios cristiano también facilitó la asimilación de las deidades locales a esta figura.
Otras representaciones del Cerro Rico:

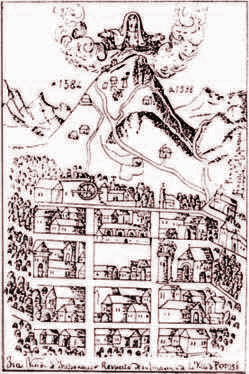
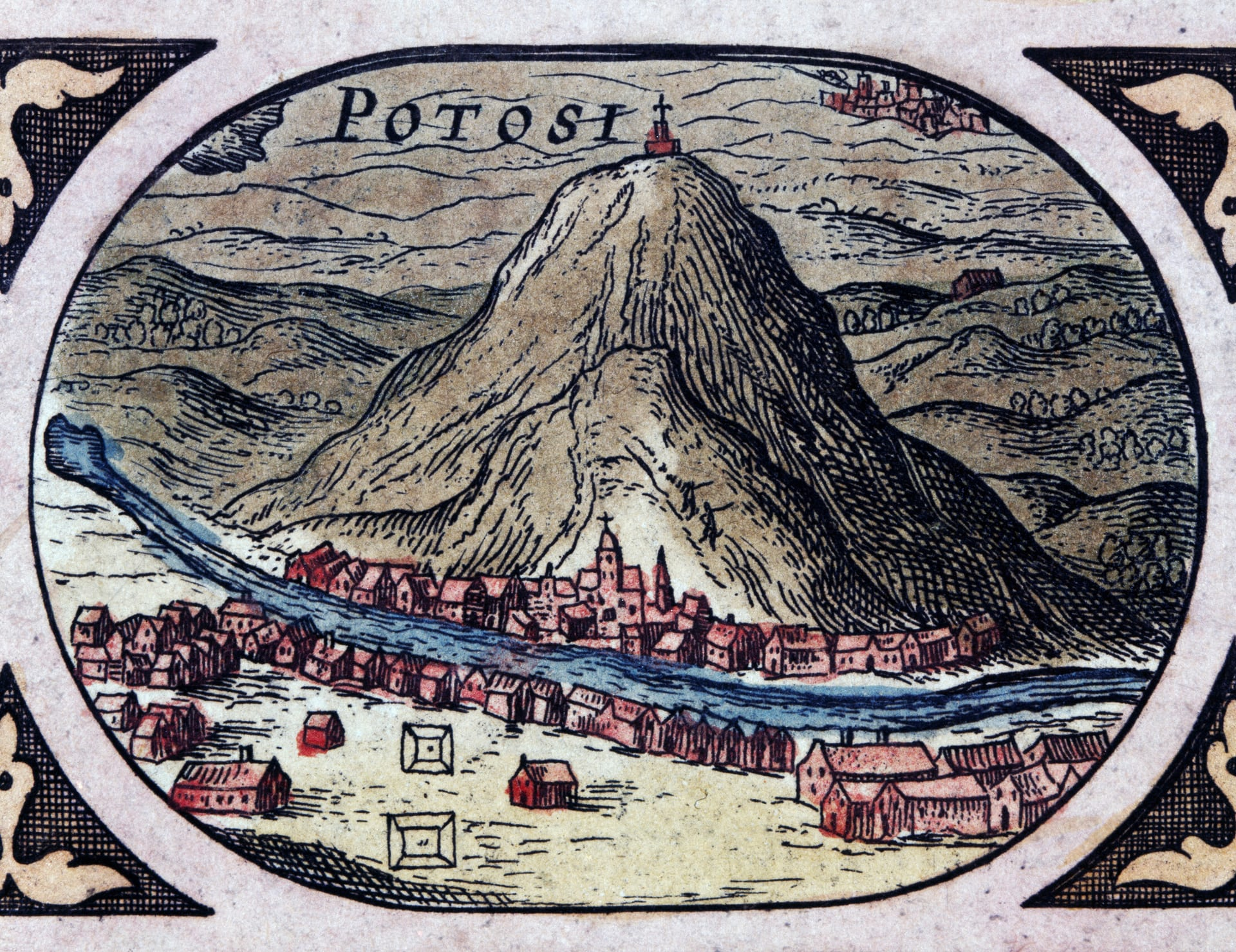
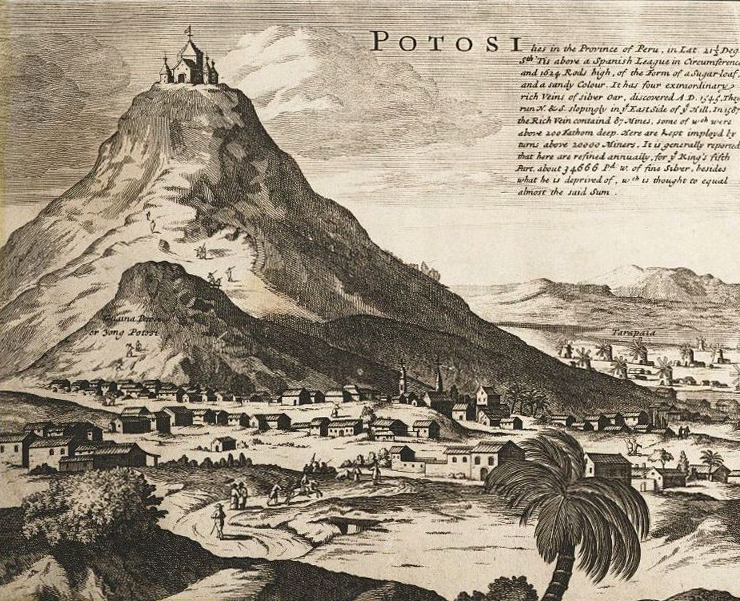
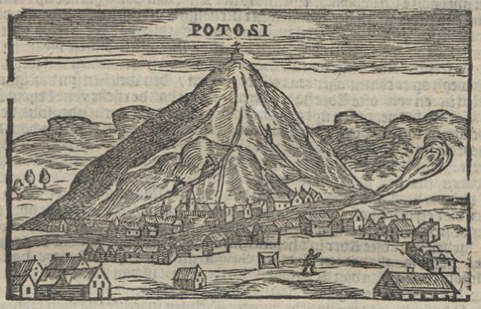
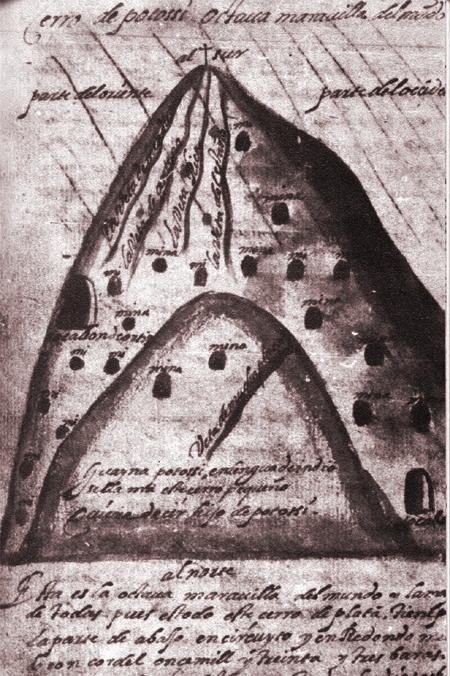

## Estado de conservación
Tras su descubrimiento fue  restaurada por la Fundación Cultural del Banco Central de Bolivia entre 1998 y 2001. 